# AIM-97 Seekbat
Nel 1972 l'USAF iniziò a lavorare ad un nuovo missile aria-aria basato sull'AGM-78 Standard ARM. Al progetto venne assegnato il nome di XAIM-97A Seekbat (tradotto in italiano in "pipistrello da ricerca").
Il sistema di guida era basato su infrarossi e il propulsore era più grande rispetto a quello dell'AGM-78. I primi voli iniziarono nel 1972, ma nel 1976 l'USAF cancellò tutti i piani relativi alla continuazione del progetto.